# Pieris japonská

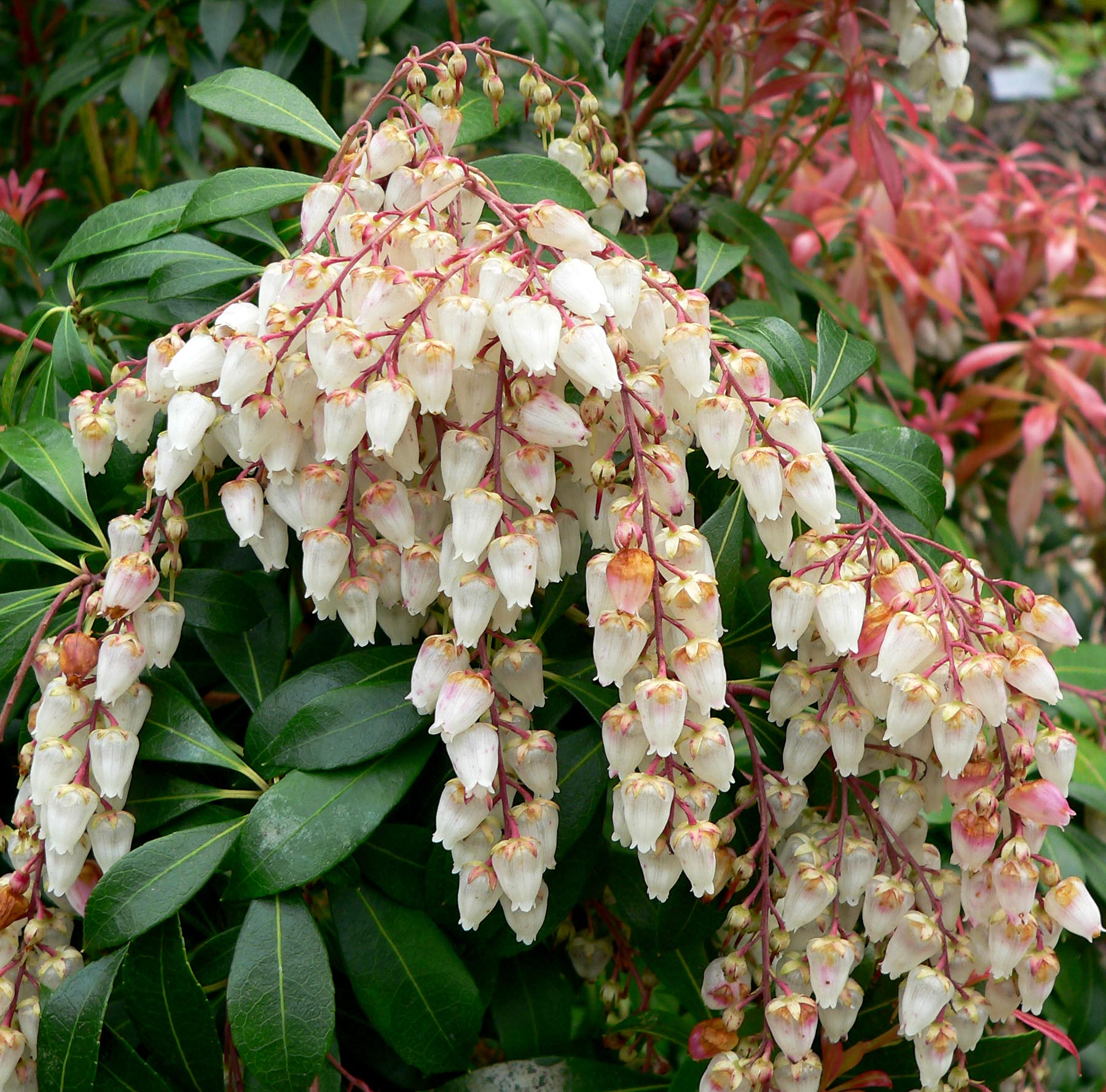
Květenství

Pieris japonská (Pieris japonica) je druh neopadavých listnatných keřů čeledi vřesovcovité, původní v horských oblastech. Kvete v březnu a dubnu, kvetení může opakovat během roku.

## Rozšíření
Čína, Japonsko a Tchaj-wan.

## Synonyma

### Vědecké názvy
Podle biolib.cz je pro druh s označením Pieris japonica používáno více rozdílných názvů, například Andromeda japonica,
Lyonia popowii nebo Pieris polita.

### České názvy
Ve starší literatuře (např. Hieke) je český název udáván většinou v mužském rodě pieris japonský, v novější literatuře (Koblížek, Skalická) v ženském.
Ve starší literatuře je používán název draslavec japonský

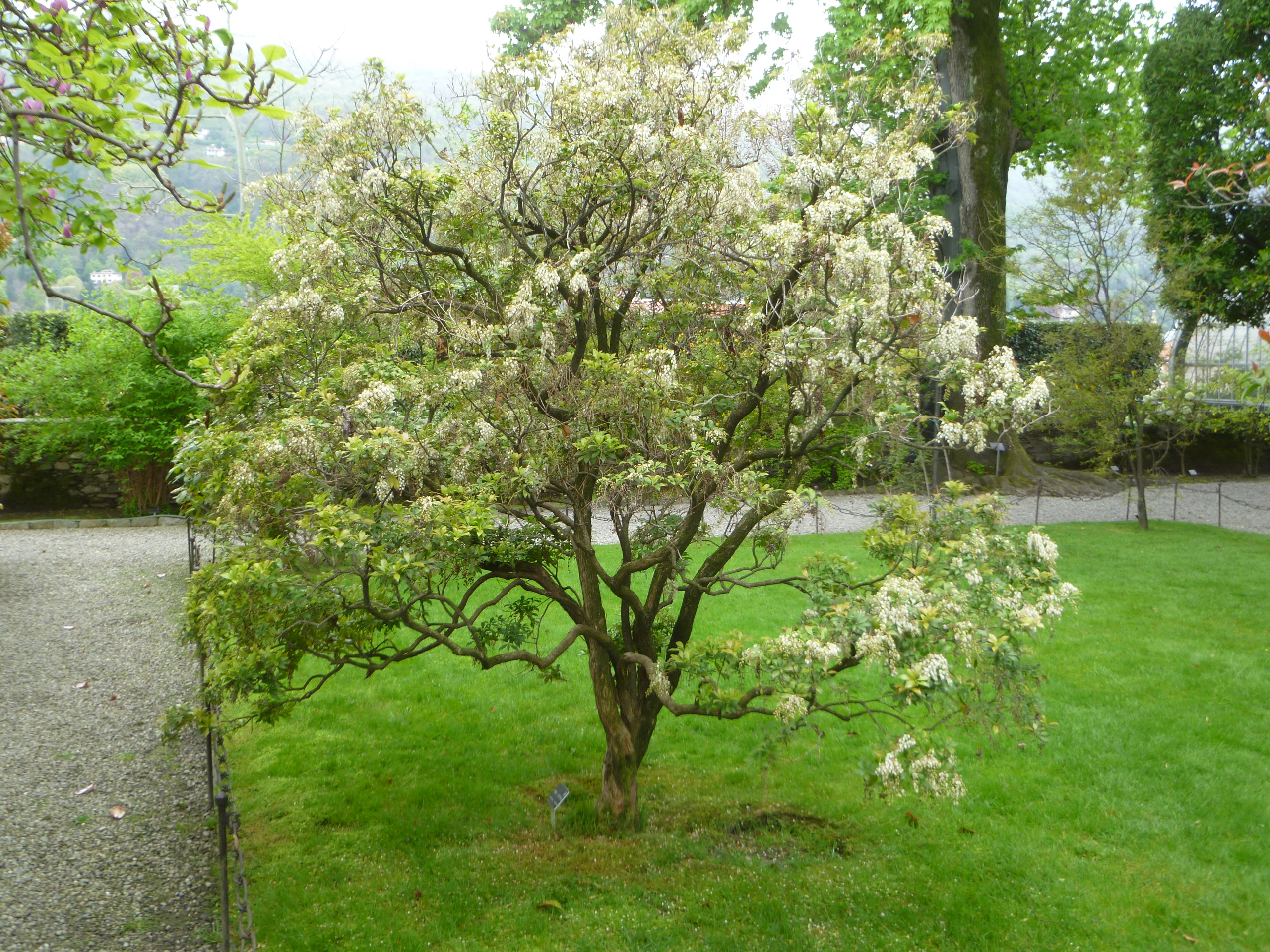
Velmi starý exemplář na Isola Bella

## Popis
Keř dorůstající výšky 1–4 m, vzácně více. Roste poměrně pomalu. Listy jsou kopinatě vejčité, 2–10 cm dlouhé a 1–3,5 cm široké, kožovité a s celými nebo zubatými okraji. Mladé listy na jaře bývají obvykle zářivě zbarvené, bronzové, červené nebo růžové barvy. Květy mají zvonkovitý tvar, jsou 5–15 mm dlouhé, bílé nebo růžové a tvoří hrozen 5–12 cm dlouhý. Plod je dřevitá tobolka, dělená do pěti dílů tak, aby se uvolnilo mnoho malých semen.

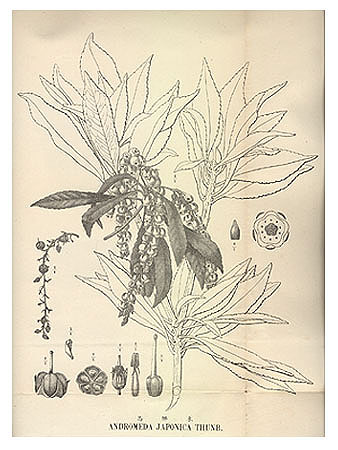
Popisný obrázek

## Pěstování
Vyžaduje polostín, lehkou, humózní, kyselou půdu. U pestrolistých druhů je třeba zimní ochrany proti mrazu. Některé zdroje uvádějí mrazuvzdornost do −27 °C.